# Auxético
Materiais auxéticos são, numa visão simplista, materiais que quando tracionados expandem-se transversalmente, e quando comprimidos, contraem-se transversalmente. Comportando-se de uma forma totalmente diferente de materiais comuns, por isso, são materiais muito específicos, muitas vezes desenvolvidos com Nanotecnologia.
Estes materiais, chamados também de anti-borracha, tem imensas aplicações no contexto tecnológico, em áreas como medicina, engenharia, inclusive aplicações militares.Podemos citar como exemplos naturais: alguns cristais especiais e algumas espumas. Desenvolveu-se também, segundo o site Jornal da Ciência, um papel de nanotubos de carbono que apresenta propriedades auxéticas. Pode citar-se a cortina antibomba, que quando esticada ela tem sua espessura acrescida e torna-se mais resistente, de forma a proteger de estilhaços. Os militares apresentam grande interesse na cortina antibomba, pois esta, pode ser utilizada em coletes à prova de balas e na proteção de esquadrões antibomba. Os materiais também são requisitados para a medicina, uma vez que uma fibra pode adentrar em um sistema circulatório então ser esticada de forma a alargar um vaso sanguíneo.
O comportamento desses materiais pode ser descrito pela Resistência dos Materiais, como materiais que possuem um coeficiente de Poisson negativo, ou seja, para uma força aplicada em uma peça esbelta, em uma única direção, a deformação especifica transversal tem mesmo sinal que a deformação especifica longitudinal. Quando comprimido em uma direção o corpo reage transversalmente com uma redução de tamanho também. Analogamente para tração.
Quimicamente, quando tracionadas, em uma visão microscópica, as moléculas reorientam-se ou arranjam-se ocupando um volume maior, resultando em uma expansão transversal, de forma semelhante a dilatação anômala da água.